# Sezione di un solido

Sezione di un cilindro

Si definisce sezione di un solido la superficie piana che si ottiene tagliando idealmente un solido con un piano. Qualora non ci siano ulteriori indicazioni la sezione si ritiene ottenuta tagliando il solido con un piano perpendicolare rispetto alla direzione di maggiore allungamento. Tale tipo di sezione è anche denominata sezione trasversale.
Con tale termine si possono definire anche:
1. La misura dell'area della succitata superficie.
2. La parte di un solido delimitata da uno o più piani secanti (per esempio, nel caso della sfera, un emisfero o una calotta sferica).